# 히가시노시로역
히가시노시로역(일본어: 東能代駅)은 일본 아키타현 노시로시에 위치한 동일본 여객철도 · 일본화물철도의 철도역이다. 오우 본선의 소속역이며, 이 역을 기점으로 하는 고노 선이 운행하는 등, 2개 노선을 운행하고 있다. 단선 · 섬식의 형태를 합친 2면 3선 구조의 복합 승강장을 갖춘 지상역이다.

## 타는 곳
| 1 | ■ 오우 본선 | (상행) | 아키타 · 니가타 방면              |
| 2 | ■ 오우 본선 | (하행) | 오다테 · 히로사키 · 아오모리 방면 |
| 2 | ■ 고노 선   |        | 노시로 · 이와다테 · 후카우라 방면 |
| 3 | ■ 고노 선   |        | 노시로 · 이와다테 · 후카우라 방면 |
| 3 | ■ 오우 본선 | 상행   | 아키타 방면 (이 역 시발)          |

## 이용 현황
| 승차 인원 추이 | 승차 인원 추이 |
| 연도           | 1일 평균       |
| -------------- | -------------- |
| 2000           | 829            |
| 2001           | 819            |
| 2002           | 799            |
| 2003           | 777            |
| 2004           | 749            |
| 2005           | 720            |
| 2006           | 676            |
| 2007           | 622            |
| 2008           | 603            |
| 2009           | 573            |
| 2010           | 555            |
| 2011           | 508            |
| 2012           | 524            |
| 2013           | 536            |

- 일본화물철도 : 2002년 기준 발송화물은 12,589t, 도착화물은 9,545t.

## 히가시노시로 오프레일 스테이션
히가시노시로 오프레일 스테이션은 여객역의 북쪽에 있다. JR 화물 히가시노시로 역에 속하는 컨테이너 집배기지이다. 12ft의 컨테이너 화물을 취급하고 있어, 화물 열차 대체의 트럭이 아키타 화물역과의 사이에 1일 2회 왕복 운행되고 있다.
예전에, 히가시노시로 역은 화물열차가 발착하고 있지만, 1998년에 트럭 대행 수송으로 전환되어 자동차 대행역이 되었다. 그 후 2006년의 명칭 정리때에 오프레일 스테이션으로 되었다.
그 외, 역 북쪽에 있는 아키모쿠 공업을 통해 요네시로 강에 향하는 전용선도 존재했다. 전용선 이설 당시는 요네시로 강의 사리 수송을 행하고 있었지만, 후에 아키모쿠 공업의 목재 수송으로서 사용하기도 하였다. 그 전용선은 1993년에 폐지되었다.

## 역 주변
- 국도 제7호선
- 히야마 성터
- 요네시로 강

## 인접 역
| 동일본 여객철도 오우 본선 | 동일본 여객철도 오우 본선 | 동일본 여객철도 오우 본선 |
| ------------------------- | ------------------------- | ------------------------- |
| 모리타케 유자와 방면      | □ 쾌속                    | 후타쓰이 오다테 방면      |
| 기타카나오카 요코테 방면  | ■ 보통                    | 쓰루가타 오다테 방면      |
| 동일본 여객철도 고노 선   |                           |                           |
| 시·종착역                 | 고노 선                   | 노시로 가와베 방면        |